# Thy Disease
I Thy Disease sono un gruppo industrial death metal polacco, formatosi a Cracovia nel 1999. I testi dei loro brani affrontano tematiche quali futuro, guerra ed apocalisse.

## Premi
- 1999 - Metal Millennium Party

## Formazione

### Formazione attuale
- Sebastian "Syrus" Syroczyński - voce (2011-presente) (Anal Stench, ex-Disinterment, ex-Samhain, ex-Immemorial Celtic Wind)
- Dariusz "Yanuary" Styczeń - chitarra, basso, programmazione (1999-presente) (Anal Stench, Crionics, ex-Abused Majesty, ex-Sceptic, ex-Wizard (live))
- Piotr "VX" Kopeć - tastiere (2011-presente) (Naumachia, ex-Atrophia Red Sun)
- Artyom - basso (2012-presente)
- Ireq - batteria, percussioni (2012-presente)

### Ex componenti
- Jarosław "Jaro" Baran - tastiere, programmazione (1999-2001)
- Jakub "Cube" Kubica - tastiere (2001-2011)
- Michał "Psycho" Senajko - voce (1999-2011)
- Hiv - basso (1999-2001)
- Marek "Marcotic" Kowalski - basso (2001-2004)
- Michał "Waran" Skotniczny - basso (2004-2008)
- Marcin "Novy" Nowak - basso (2011-2012) (Against the Plagues, Condemnation, Nader Sadek, Rebirth, Spinal Cord, Dies Irae, ex-Cerebral Concussion, ex-Behemoth, ex-Vader, ex-Virgin Snatch, ex-Devilyn)
- Krystian "Pinocchio" Skowiniak - batteria, percussioni (1999-2002)
- Maciej "Darkside" Kowalski - batteria, percussioni (2002-2005)
- Jakub "Cloud" Chmura - batteria, percussioni (2005-2011)
- Łukasz "Lucass" Krzesiewicz - batteria, percussioni (2011)
- Paweł "Paul" Jaroszewicz - batteria, percussioni (2011-2012) (Antigama, Christ Agony, Crionics, Hell-Born, Soul Snatcher, Deathbringer (live), ex-Lost Soul, ex-Vader, ex-Interior, ex-Rootwater)
- Piotr "Pepek" Woźniakiewicz - chitarra (1999-2003)
- Rafał "Brovar" Brauer - basso (2008-2011), chitarra (2011-2012) (Crionics, Sinful Carrion, ex-Hefeystos, ex-Immemorial, ex-Sons of Serpent, ex-Behemoth, ex-Blindead)

## Discografia

### Demo
- 1999 - Art of Decadence

### Album studio
- 2001 - Devilish Act of Creation
- 2002- Cold Skin Obsession
- 2004 - Neurotic World of Guilt
- 2006 - Rat Age (Sworn Kinds Final Verses)
- 2009 - Anshur-Za

### DVD
- 2004 - Extreme Obsession Live